# Ptilope à poitrine écarlate
Ptilinopus bernsteinii
Espèce
Statut de conservation UICN

 LC  : Préoccupation mineure
Le Ptilope à poitrine écarlate (Ptilinopus bernsteinii) est une espèce d’oiseaux appartenant à la famille des Columbidae.

## Répartition et sous-espèces
Cet oiseau se répand à travers le nord des Moluques.
Selon la classification de référence du Congrès ornithologique international (15.1, 2025) elle se répartit en deux sous-espèces :
- P. b. micrus (Jany, 1955) — Obi ;
- P. b. bernsteinii Schlegel, 1863 — Halmahera, Ternate et Bacan.

## Taxinomie
Cette espèce a été décrite sous le nom scientifique de Carpophaga (Megaloprepia) formosa, par Gray en 1861. Toutefois, quand elle est classée dans le genre Ptilinopus, son nom scientifique devient Ptilinopus bernsteinii Schlegel, 1863, car une espèce différente a originellement été décrite sous le nom de Ptilinopus formosa, et ce nom n'est donc plus disponible.